# Лесарня
Лесарня (укр. Лісарня) — село в Кольчинской поселковой общине Мукачевского района Закарпатской области Украины.
Население по переписи 2001 года составляло 269 человек. Почтовый индекс — 89644. Телефонный код — 3131. Занимает площадь 0,506 км². Код КОАТУУ — 2122781403.